# Flughafen El Hierro

i8
i11
i13
Der Flughafen El Hierro (spanisch Aeropuerto de El Hierro; IATA-Code: VDE, ICAO-Code: GCHI) ist der Flughafen der politisch zu Spanien und geografisch zu Afrika gehörenden Kanareninsel El Hierro.

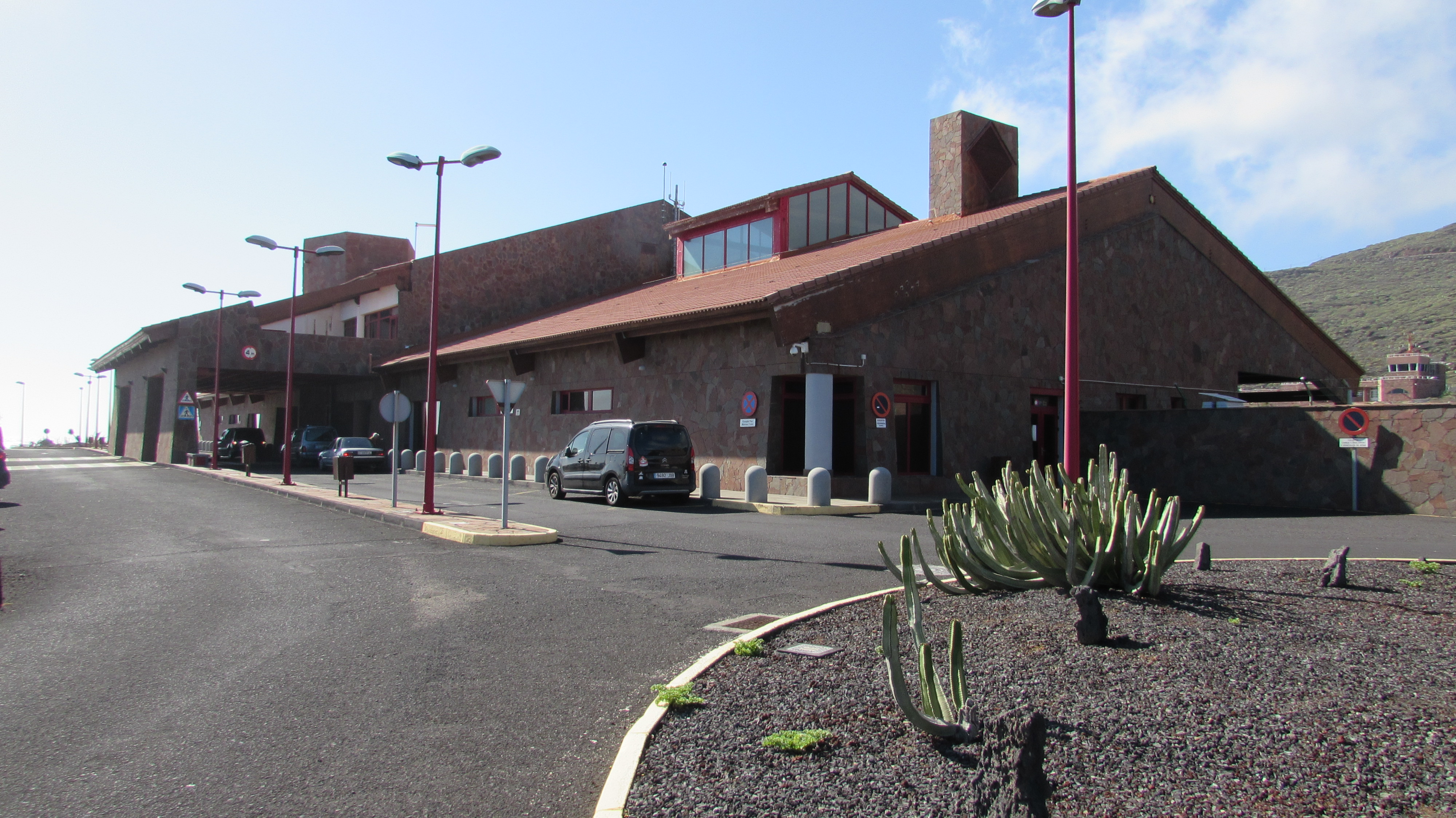
Flughafen El Hierro Vorderansicht 2024

## Geschichte

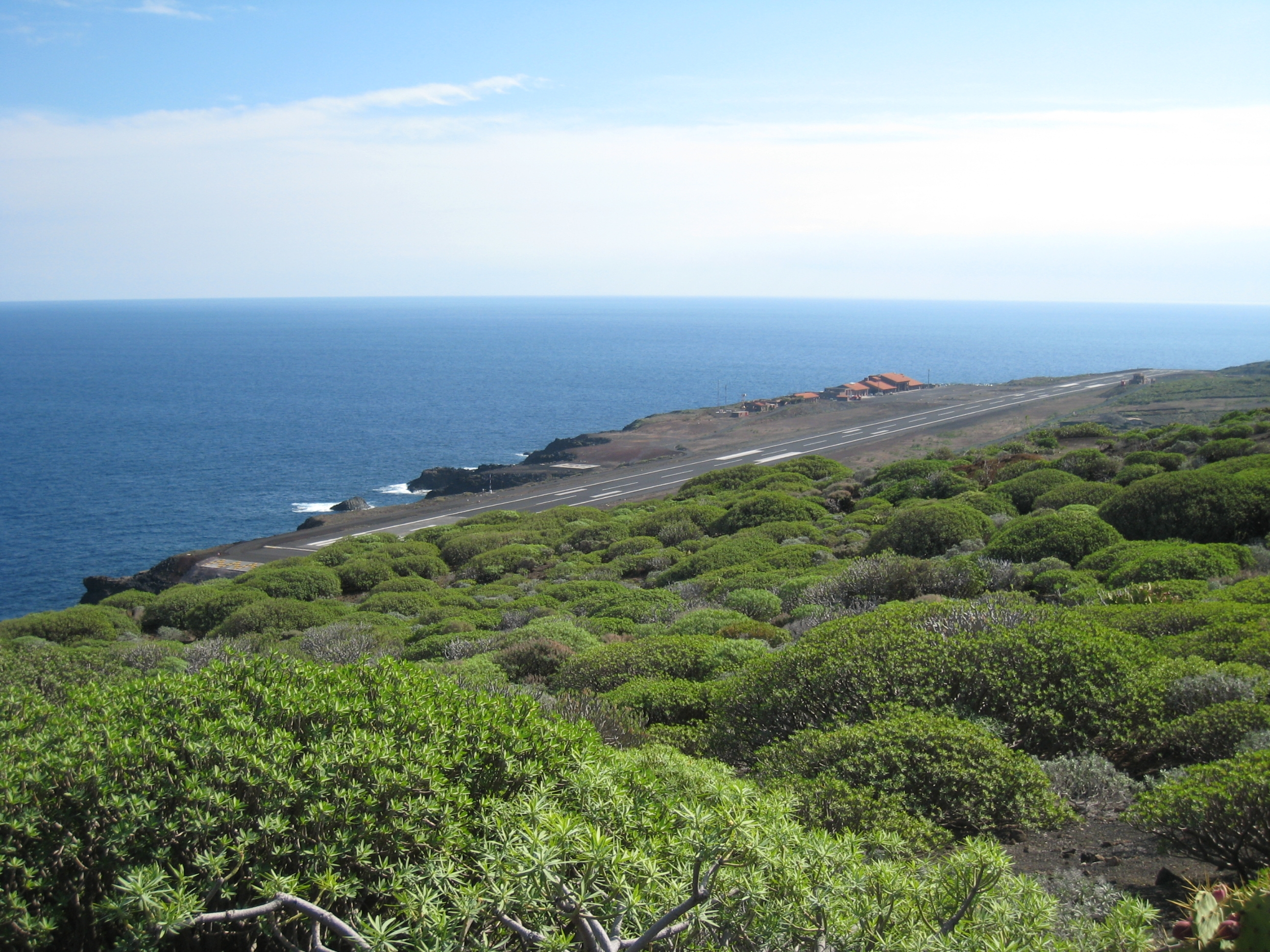
Flughafen im äußersten Osten der Insel

Nachdem man 1962 versuchte, ein geeignetes Gebiet für einen Flughafen auf der meist recht unwegsamen Insel zu finden, begann man 1968 mit dem Bau der Start- und Landebahn mit Vorfeld und Passagierterminal. Es wurde das Küstengebiet Llano de los Cangrejos im Nordosten der Insel nahe der Hauptstadt Valverde ausgewählt. Dann wurde die Funktechnik angelegt und der Flughafen am 12. Dezember 1972 offiziell eröffnet. 1977 wurde die Start- und Landebahn erweitert. Umfangreiche Renovierungen und der Bau eines neuen Towers fanden 1990 statt. In den beiden darauf folgenden Jahren wurde die Start- und Landebahn erneut erweitert. In dieser Zeit entstand auch das heutige Terminal.

## Flughafenanlagen

### Start- und Landebahn
Der Flughafen  El Hierro verfügt über eine Start- und Landebahn. Sie trägt die Kennung 16/34, ist 1.250 Meter lang, 30 Meter breit und hat einen Belag aus Asphalt.

### Passagierterminal
Das Passagierterminal des Flughafens hat eine Kapazität von 350.000 Passagieren pro Jahr. Es ist mit zwei Flugsteigen ausgestattet.

## Fluggesellschaften und Ziele
Der Flughafen bedient Inlandsflüge zu den Nachbarinseln Gran Canaria und Teneriffa.

## Verkehrszahlen
| Jahr  | Fluggastaufkommen | Luftfracht (Tonnen) | Flugbewegungen |
| ----- | ----------------- | ------------------- | -------------- |
| 2024* | 322.110           | 53                  | 6.403          |
| 2023  | 301.244           | 58                  | 6.128          |
| 2022  | 273.693           | 61                  | 5.814          |
| 2021  | 234.406           | 59                  | 4.944          |
| 2020  | 178.595           | 58                  | 4.184          |
| 2019  | 268.895           | 71                  | 5.374          |
| 2018  | 247.204           | 66                  | 5.114          |
| 2017  | 199.380           | 66                  | 4.190          |
| 2016  | 156.441           | 71                  | 3.665          |
| 2015  | 146.789           | 75                  | 3.615          |
| 2014  | 148.978           | 74                  | 3.675          |
| 2013  | 139.153           | 104                 | 3.898          |
| 2012  | 152.726           | 113                 | 4.248          |
| 2011  | 170.225           | 135                 | 4.674          |
| 2010  | 170.968           | 145                 | 4.142          |
| 2009  | 183.891           | 154                 | 4.341          |
| 2008  | 195.425           | 172                 | 4.775          |
| 2007  | 184.843           | 171                 | 4.790          |
| 2006  | 171.444           | 164                 | 4.550          |
| 2005  | 157.981           | 174                 | 4.300          |
| 2004  | 144.498           | 173                 | 4.082          |
| 2003  | 134.352           | 174                 | 3.810          |
| 2002  | 129.982           | 182                 | 3.894          |
| 2001  | 134.851           | 182                 | 3.672          |
| 2000  | 123.021           | 173                 | 3.568          |

*Anmerkung: die Zahlen für 2024 sind provisorisch